# Antonio de Canillas
Antonio Jiménez González, más conocido como Antonio de Canillas (Canillas de Aceituno, 21 de agosto de 1929-Ib., 3 de abril de 2018), fue un cantaor flamenco español, Hijo Predilecto de Málaga. Fue el más veterano de los cantaores malagueños.

## Biografía
Más de setenta años de carrera de cantaor de flamenco que comenzó a los dieciocho años en la década de los cincuenta y ha demostrado su dominio de todos los palos del flamenco aunque es especialmente reconocido por ser un gran saetero y a él se le atribuye la creación de la saeta malagueña. También son muy consideradas por los aficionados sus colaboraciones en Rito y geografía del Cante, Magna Antología del Cante Flamenco, Cultura Jonda y Sabor a Málaga.
Cuenta en su haber con numerosos premios nacionales de cante. Posee la Lámpara Minera del VI Concurso del Cante de Las Minas de La Unión, Murcia, además ha participado como una de las principales figuras de la I Edición del Festival 'Málaga en Flamenco' organizado por la Diputación de Málaga y en Los Jueves de la Crítica de Málaga en Flamenco donde se homenajeó su trayectoria por parte de la Diputación Provincial, y se editó una biografía escrita por Gonzalo Rojo.